# Balta Albă
Balta Albă – wieś w Rumunii, w okręgu Buzău, w gminie Balta Albă. W 2011 roku liczyła 550 mieszkańców.